# جون آدامز (موسيقي أمريكي)
جون آدامز (بالإنجليزية: Jon Adams)‏ هو موسيقي وعازف قيثارة أمريكي، ولد في 1939 في بيركيلي في الولايات المتحدة.